# 駒岡瓢箪山古墳
座標: 北緯35度32分10.0秒 東経139度39分26.8秒 / 北緯35.536111度 東経139.657444度
駒岡瓢箪山古墳（こまおかひょうたんやまこふん）、または駒岡山古墳（こまおかやまこふん）、岩瀬山古墳（いわせやまこふん）は、かつて神奈川県横浜市鶴見区駒岡に所在した古墳時代後期（6世紀代）の古墳。駒岡古墳群の1つ。墳形は前方後円墳であったと考えられている。

## 立地と概要
鶴見区西部に広がる下末吉台地（標高40-50メートル）の、鶴見川南岸に面した台地北端部（地域名では鶴見区駒岡・梶山・三ツ池公園・上末吉・下末吉・諏訪坂にかけて）には、かつて複数の古墳群や横穴墓群が分布しており、同区駒岡に集中域をもつ古墳群は「駒岡古墳群」と呼ばれている。
1907年（明治40年）4月4日、駒岡北端の丘陵斜面で土取工事中に横穴が開口し、人骨などが出土した。これが病気回復などの御利益のある「お穴様」と呼ばれて地元の信仰対象となったことがきっかけで、1908年（明治41年）10月9日に東京帝国大学の坪井正五郎が発掘調査を行った。坪井は「お穴様」のほか、横穴墓をもう1基発見し、これらを古墳時代の横穴墓と特定した（岩瀬山横穴墓群）。さらに、横穴墓のある丘陵の山頂部に墳丘をもつ古墳を発見し調査を実施した。これが駒岡瓢箪山古墳である。調査の結果、横穴墓群および瓢箪山古墳からは土師器や玉類、銅製品（釧）、鉄製品（直刀・鏃）、人物埴輪などが出土し、坪井により帝室博物館（現・東京国立博物館）へと送られた。現在も「横浜市鶴見区駒岡町岩瀬出土品」として同博物館が所蔵し、正装した男子の人物埴輪2体が知られる。人物埴輪の年代から、駒岡瓢箪山古墳は6世紀代の古墳であったと推定されている。
しかしその後の開発により、駒岡瓢箪山古墳と岩瀬山横穴墓群は所在地の丘陵ごと削平され、消滅状態となっている。